# Marcin Stępień
Marcin Łukasz Stępień (ur. w 1977 we Wrocławiu) – polski chemik, dr hab. nauk chemicznych, profesor na Wydziale Chemii Uniwersytetu Wrocławskiego.

## Życiorys
W 1999 ukończył studia chemiczne na Uniwersytecie Wrocławskim, 8 lipca 2003 obronił pracę doktorską Benziporfiryny - synteza, reaktywność i właściwości koordynacyjne, 16 grudnia 2010 habilitował się na podstawie pracy zatytułowanej Funkcjonalne porfirynoidy. 23 września 2017 nadano mu tytuł profesora w zakresie nauk chemicznych.
Piastuje stanowisko profesora i Przewodniczącego Rady Dyscypliny Naukowej na Wydziale Chemii Uniwersytetu Wrocławskiego, na którym wcześniej był prodziekanem.
Był członkiem Akademii Młodych Uczonych PAN.
W 2022 został odznaczony Srebrnym Krzyżem Zasługi. W 2023 otrzymał Nagrodę Fundacji na rzecz Nauki Polskiej w obszarze nauk chemicznych i o materiałach za zaprojektowanie i otrzymanie nowych związków aromatycznych o unikatowej strukturze i właściwościach.